# 월양항
월양항은 전라남도 완도군 신지면 월양리에 있는 어항이다. 1975년 8월 5일 지방어항으로 지정하여 관리하고 있다. 시설관리자는 완도군수이다.

## 어항 시설
- 물양장(1) 15m, 방파제(1) 43m

## 주요 어종
- 도미, 광어, 우럭